# Championnat d'Italie de football de deuxième division 1967-1968
Navigation
Édition précédente Édition suivante
La saison 1967-1968 de Serie B, organisée par la Lega Calcio pour la vingt-deuxième fois, est la 36e édition du championnat de deuxième division en Italie. Les trois premiers sont promus directement en Serie A et les quatre derniers sont relégués en Serie C.
À l'issue de la saison, Palerme termine à la première place et monte en Serie A 1968-1969 (1re division), accompagné par le vice-champion, Hellas Vérone  et le troisième Pise.
Avec la réforme de la Serie A qui passe de 18 à 16 équipes, et l'arrivée de quatre clubs de première division et trois promus, le championnat se dispute cette saison avec 21 équipes, en fin de saison il y aura quatre clubs relégués pour revenir la prochaine saison à un championnat à vingt équipes.
En fin de saison, cinq clubs sont à égalité de points pour deux places de relégation restantes, un tournoi est organisé pour déterminer les relégués. Après ce tournoi quatre clubs sont encore à égalité, seul Messine avec zéro points est relégué en Serie C. Il faut de nouveau un autre tournoi pour désigner le quatrième relégué, cette fois-ci c'est  Venise qui termine à la dernière place avec trois défaites et descend en troisième division.

## Compétition
La victoire est à deux points, un match nul à 1 point.

### Classement
| Rang | Équipe        | Pts | J  | G  | N  | P  | Bp | Bc | Diff |
| ---- | ------------- | --- | -- | -- | -- | -- | -- | -- | ---- |
| 1    | Palerme       | 52  | 40 | 18 | 16 | 6  | 40 | 23 | +17  |
| 2    | Hellas Vérone | 48  | 40 | 17 | 14 | 9  | 41 | 27 | +14  |
| 3    | Pise          | 38  | 40 | 17 | 14 | 9  | 48 | 32 | +16  |
| 4    | Bari P        | 47  | 40 | 18 | 11 | 11 | 55 | 41 | +14  |
| 5    | Foggia R      | 47  | 40 | 15 | 17 | 8  | 40 | 33 | +7   |
| 6    | Reggiana      | 45  | 40 | 15 | 15 | 10 | 41 | 32 | +9   |
| 7    | Livourne      | 43  | 40 | 16 | 11 | 13 | 34 | 32 | +2   |
| 8    | Monza P       | 42  | 40 | 12 | 18 | 10 | 49 | 45 | +4   |
| 9    | Reggina       | 41  | 40 | 13 | 15 | 12 | 45 | 47 | -2   |
| 10   | Catane        | 40  | 40 | 14 | 12 | 14 | 41 | 38 | +3   |
| 11   | Lazio R       | 38  | 40 | 10 | 18 | 12 | 27 | 33 | -6   |
| 12   | Modène        | 37  | 40 | 10 | 17 | 13 | 39 | 41 | -2   |
| 13   | Padoue        | 37  | 40 | 12 | 13 | 15 | 31 | 33 | -2   |
| 14   | Catanzaro     | 37  | 40 | 9  | 19 | 12 | 26 | 32 | -6   |
| 15   | Perugia P     | 36  | 40 | 10 | 16 | 14 | 38 | 45 | -7   |
| 16   | Lecco R       | 36  | 40 | 7  | 22 | 11 | 35 | 40 | -5   |
| 17   | Genoa         | 36  | 40 | 9  | 18 | 13 | 36 | 31 | +5   |
| 18   | Venise R      | 36  | 40 | 10 | 16 | 14 | 25 | 30 | -5   |
| 19   | Messine       | 37  | 40 | 10 | 16 | 14 | 21 | 37 | -16  |
| 20   | Novare        | 35  | 40 | 8  | 19 | 13 | 31 | 40 | -9   |
| 21   | Potenza       | 23  | 40 | 4  | 15 | 21 | 24 | 55 | -31  |

|  | Promotion en Serie A                        |
|  | Relégation en Serie C                       |
|  | P : Promu de Serie C R : Relégué de Serie A |

### Barrages de maintien/relégation
En fin de saison, Novare et Potenza sont relégués directement, cinq clubs se retrouvent à égalité de points pour les deux places restantes de relégable. Un tournoi est organisé, chaque club rencontre une fois un autre sur terrain neutre. À l'issue de ce tournoi, quatre équipes sont encore à égalité, seul Messine avec quatre défaites est relégué. 
| Rang | Équipe    | Pts | J | G | N | P | Bp | Bc | Diff |
| ---- | --------- | --- | - | - | - | - | -- | -- | ---- |
| 1    | Genoa     | 5   | 4 | 5 | 1 | 1 | 6  | 2  | +4   |
| 2    | Venise R  | 5   | 4 | 5 | 1 | 1 | 5  | 2  | +3   |
| 3    | Perugia P | 5   | 4 | 5 | 1 | 1 | 6  | 5  | +1   |
| 4    | Lecco R   | 5   | 4 | 5 | 1 | 1 | 3  | 2  | +1   |
| 5    | Messine   | 0   | 4 | 0 | 0 | 4 | 0  | 9  | -9   |

|  | Relégation en Serie C                       |
|  | P : Promu de Serie C R : Relégué de Serie A |

Un deuxième tournoi est nécessaire, sur le même modèle, les quatre autres équipes se rencontrent une nouvelle fois, en raison du calendrier les deux premiers matchs se déroulent le 18 et 19 juillet 1968, soit aucun jour de repos. Le troisième match a lieu le 21 juillet, finalement c'est Venise relégué en début de saison qui descend en troisième division, n'ayant obtenu aucun point lors de ce deuxième tournoi.
| Rang | Équipe    | Pts | J | G | N | P | Bp | Bc | Diff |
| ---- | --------- | --- | - | - | - | - | -- | -- | ---- |
| 1    | Perugia P | 5   | 3 | 2 | 1 | 0 | 4  | 1  | +3   |
| 2    | Lecco R   | 4   | 3 | 1 | 2 | 0 | 3  | 0  | +3   |
| 3    | Genoa     | 3   | 3 | 1 | 1 | 1 | 2  | 3  | -1   |
| 4    | Venise R  | 0   | 3 | 0 | 0 | 3 | 2  | 7  | -5   |

|  | Relégation en Serie C                       |
|  | P : Promu de Serie C R : Relégué de Serie A |